# Hugues III de Vaudémont
Pour les articles homonymes, voir Hugues III.
Hugues III de Vaudémont, mort en 1243, le 20 avril ou le 4 mai, fut comte de Vaudémont de 1242 à 1243. Il était fils de Hugues II, comte de Vaudémont, et d'Hedwige de Raynel.
Il épousa avant 1231 Marguerite de Bar, fille de Thiébaut Ier, comte de Bar, et d'Ermesinde Ire de Luxembourg, et eut :
- Henri Ier (mort en 1278), comte de Vaudémont ;
- Agnès (morte en 1282), mariée à Walram Ier comte de Deux-Ponts ;
- Marie, mariée à Thierry, seigneur de Schönberg (mort en 1290) ;
- Marguerite, mariée à Henri de Grandpré, seigneur de Hans.

Il prit la croix et partit en juin 1239, accompagnant Thibaud IV, comte de Champagne et revint de Terre sainte en septembre 1240, ainsi qu'en atteste une donation qu'il fit à cette date. Il succéda à son père peu après, mais mourut un peu plus tard.